# 威廉斯角 (麥克羅伯特森地)
威廉斯角（英語：Point Williams）是南極洲的海岬，位於麥克羅伯特森地，在1931年2月12日由由澳大利亞探險家率領的探險隊發現，現時由南極條約體系管理。